# Vitkindad rosella
Vitkindad rosella (Platycercus adscitus) är en fågel i familjen östpapegojor inom ordningen papegojfåglar.

## Utseende
Vitkindad rosella är en ljusgul och blå rosella med karakteristiskt vitt och gult huvud. 

## Utbredning och systematik
Vitkindad rosella delas in i två underarter:
- Platycercus adscitus adscitus – förekommer i östra Australien (från nordligaste Kap Yorkhalvön till i söder Cairns)
- Platycercus adscitus palliceps – förekommer i norra Queensland söder om Mitchellfloden till norra New South Wales

## Levnadssätt
Vitkindad rosella hittas i en rad olika öppna miljöer. Den är relativt vanlig närmare städer, även om den kan vara svår att hitta. Fågeln uppträder mestadels i par snarare än i stora flockar.

## Status och hot
Arten har ett stort utbredningsområde och tros öka i antal. Internationella naturvårdsunionen IUCN listar den därför som livskraftig (LC).

## Bilder

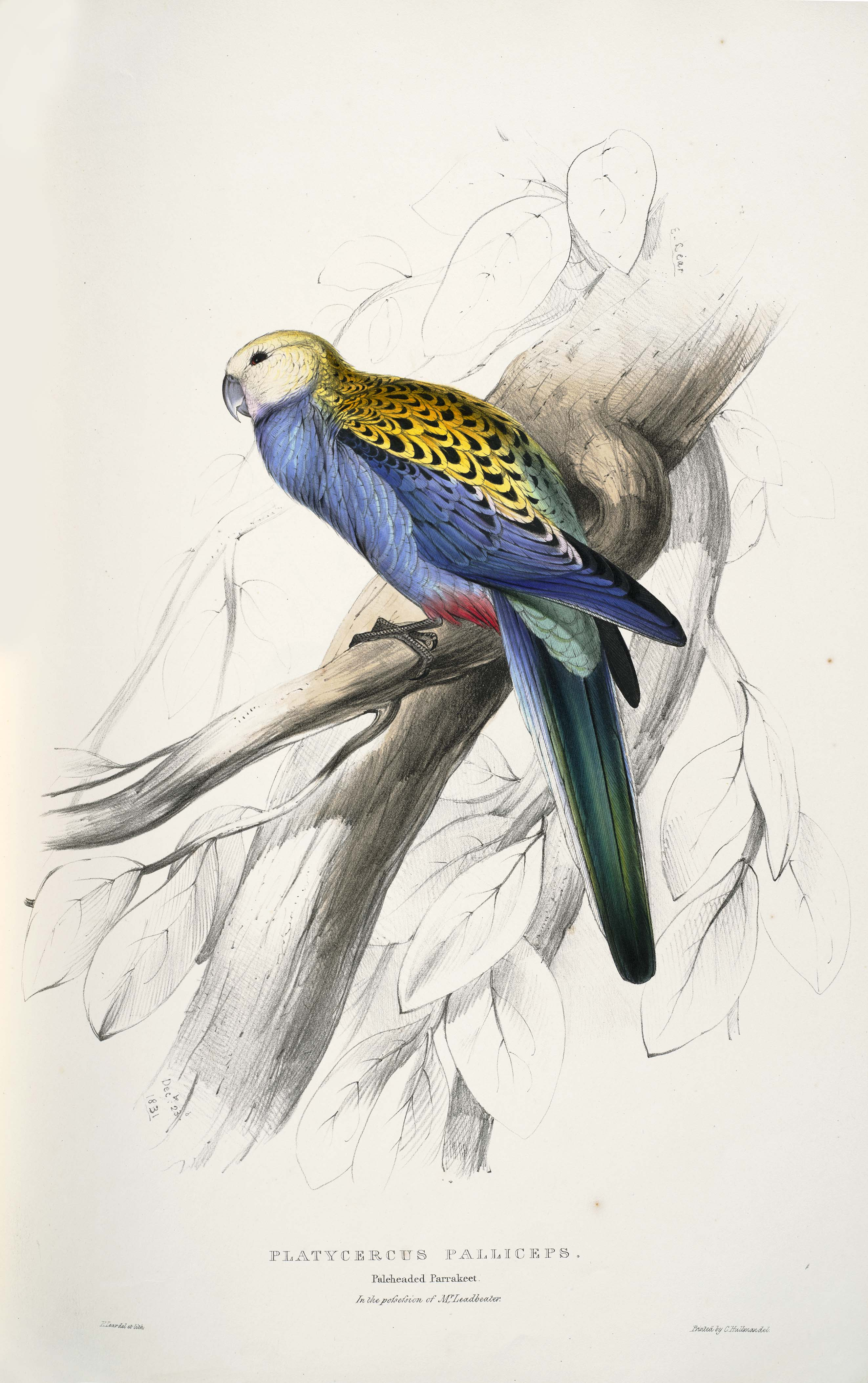
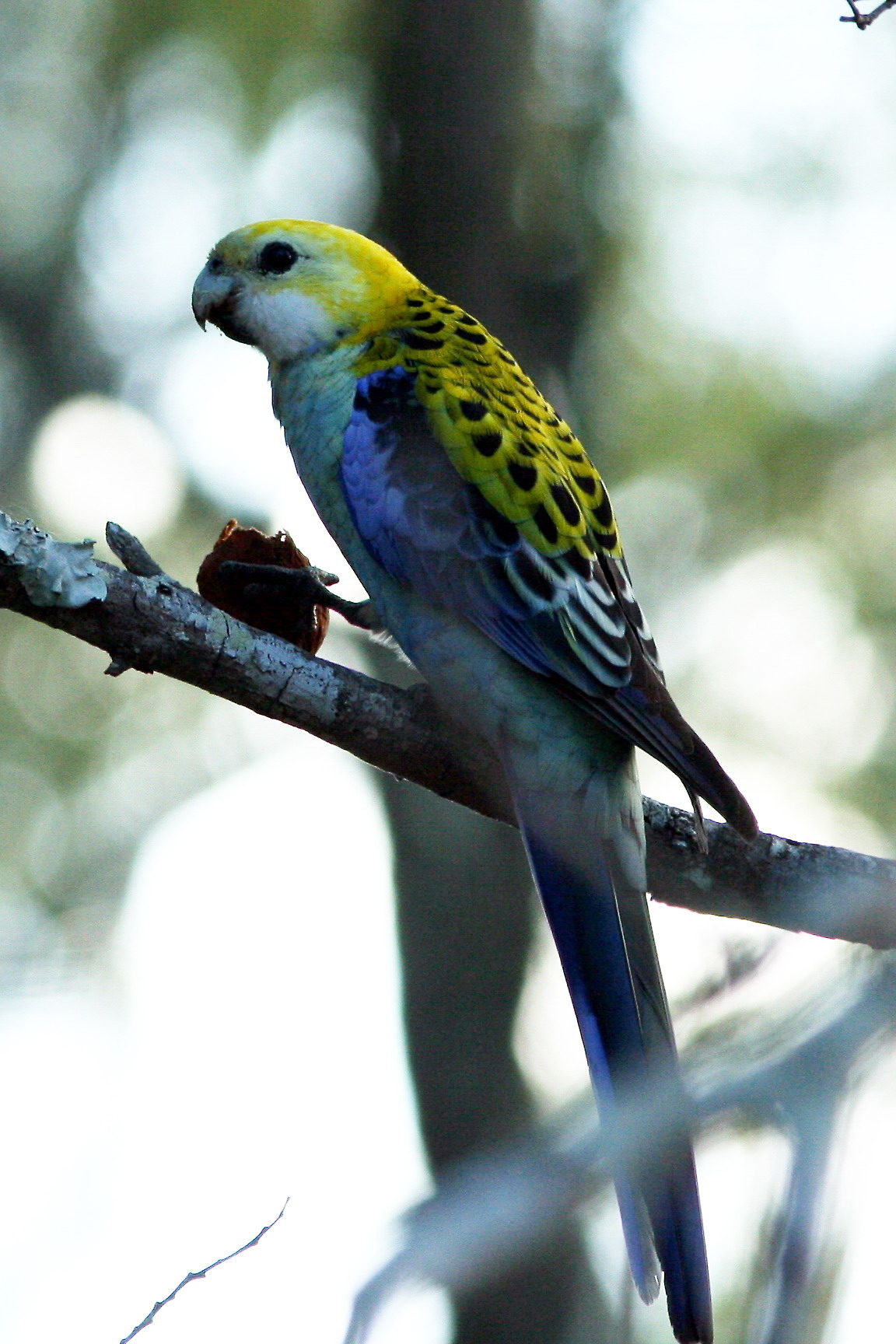
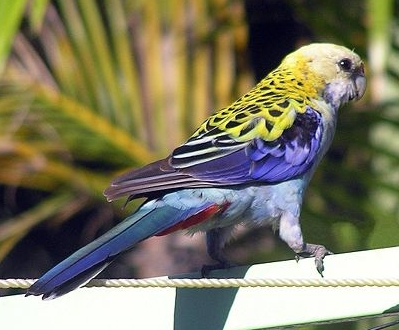
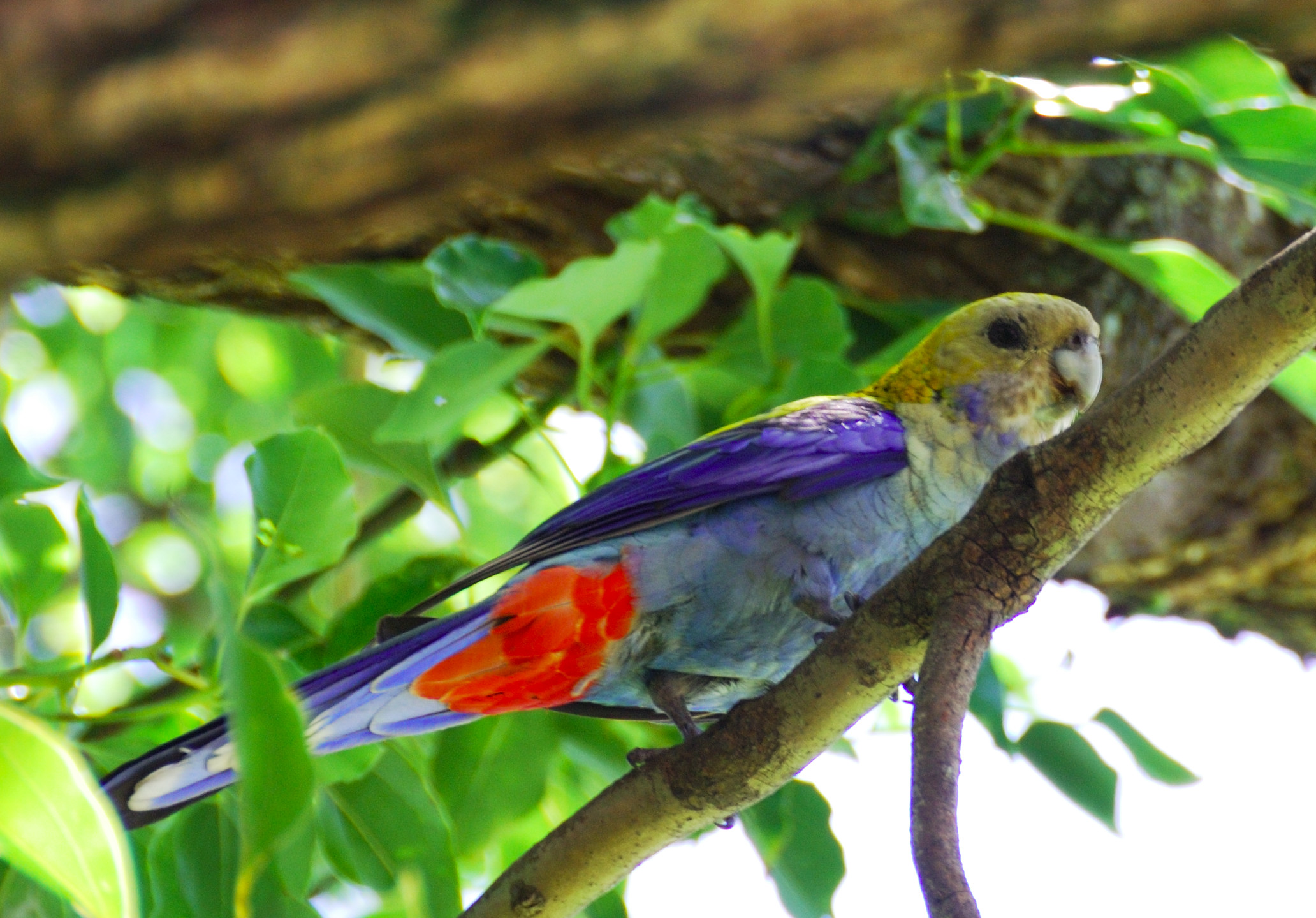
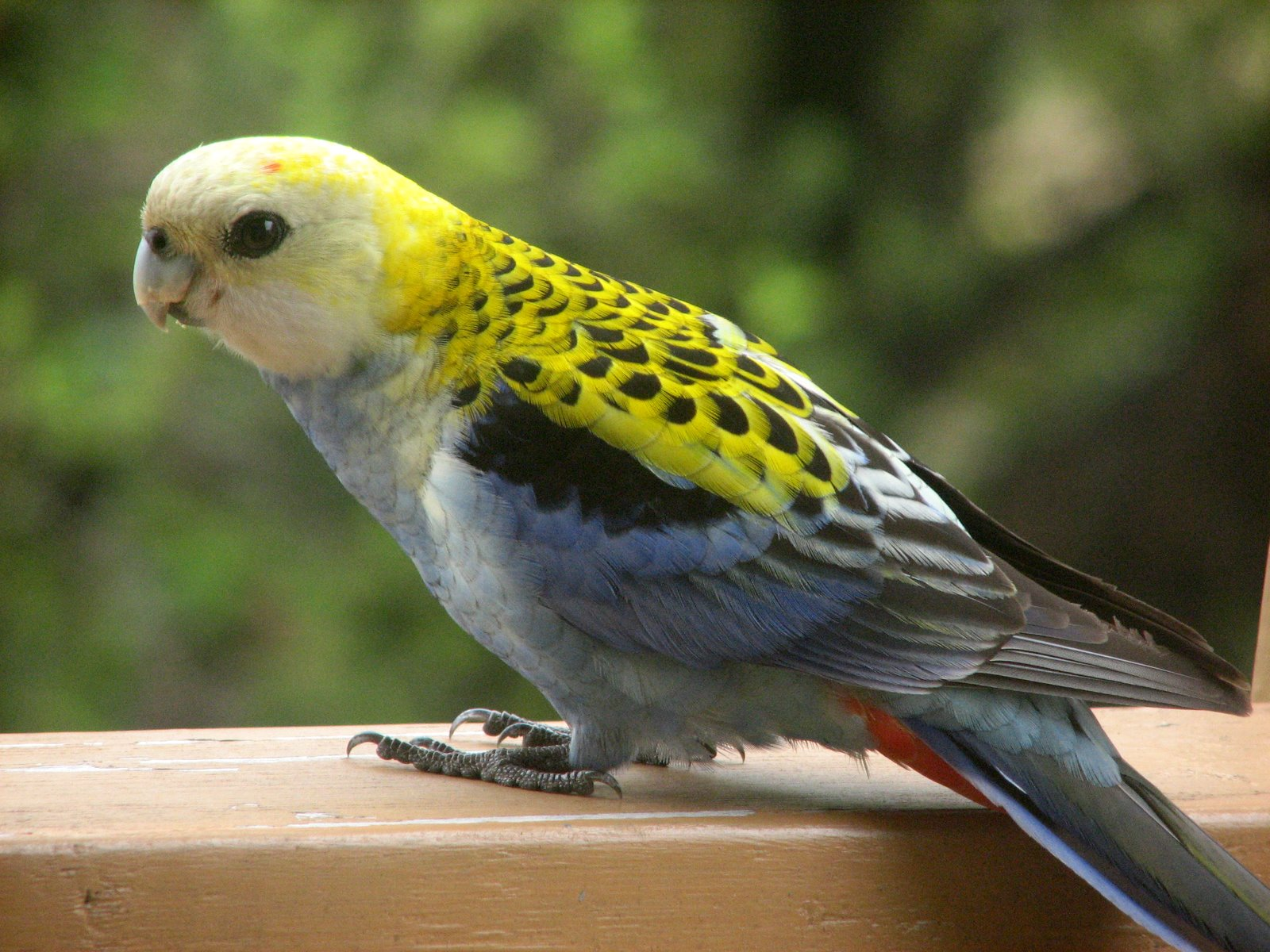
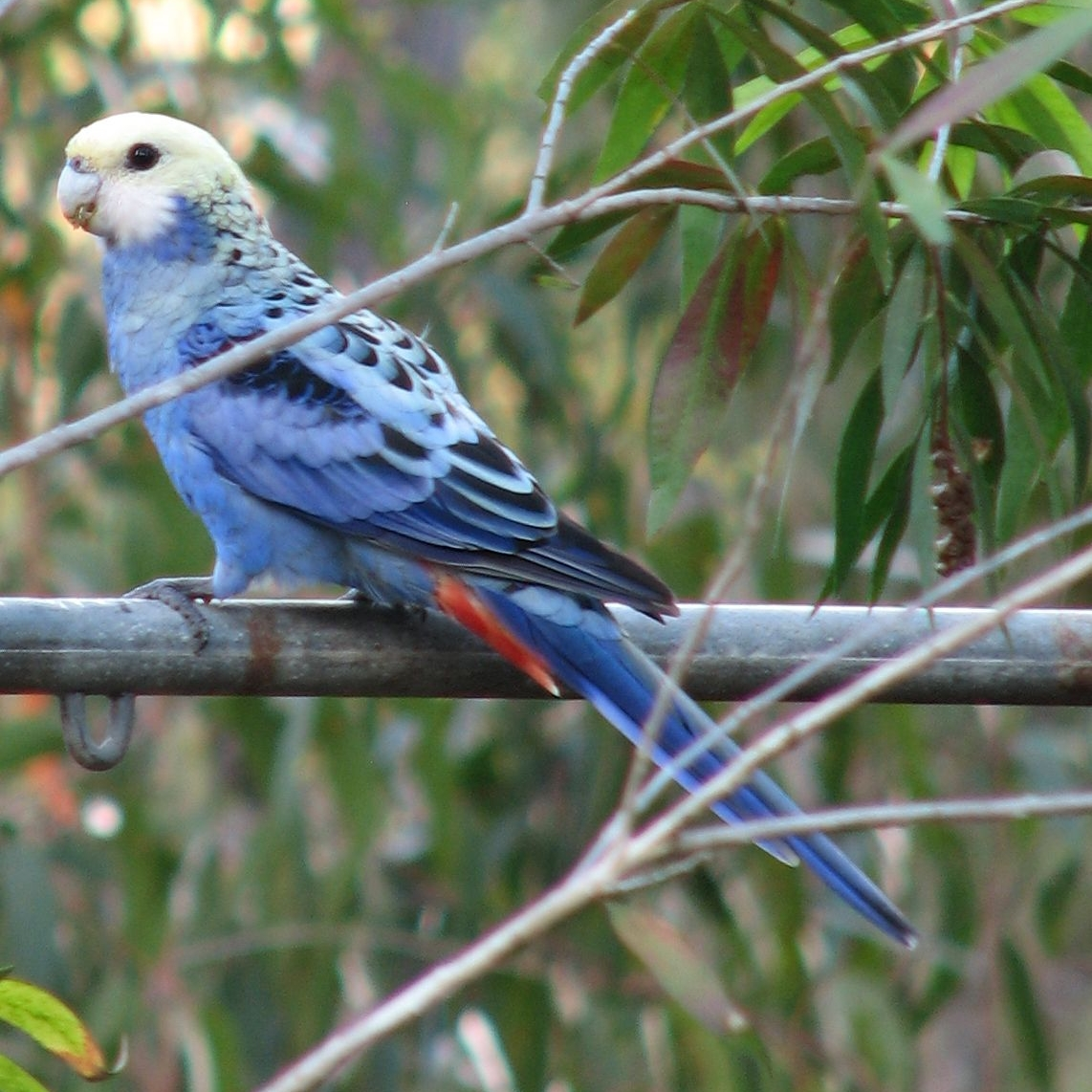